# Município de Howards Creek (condado de Lincoln, Carolina do Norte)
Localização da Carolina do Norte nos E.U.A.
O município de Howards Creek (em inglês: Howards Creek Township) é um localização localizado no  condado de Lincoln no estado estadounidense da Carolina do Norte. No ano 2010 tinha uma população de 8.988 habitantes.

## Geografia
O município de Howards Creek encontra-se localizado nas coordenadas 35° 29′ 15,48″ N, 81° 19′ 54,3″ O.